# Христополска епархия
 Тази статия е за титулярната епископия на Католическата църква.  За титулярната епископия на Вселенската патриаршия вижте Христуполска епархия (Вселенска патриаршия).  За титулярната епископия на Църквата на Гърция вижте Христуполска епархия (Църква на Гърция).
Христополска епархия (на латински: Dioecesis Christopolitanus) е титулярна епископия на Римокатолическата църква с номинално седалище в македонския град Христополис (Кавала), днес Гърция. Епархията е подчинена на Филипийската архиепархия. Като титулярна епископия е установена в 1933 година.
Титулярни епископи
| Име                     | Име                                       | Управление                          | Забележка                | Години                              |
| ----------------------- | ----------------------------------------- | ----------------------------------- | ------------------------ | ----------------------------------- |
| Томас Битилър           | Thomas Bittyler                           | 15 март 1395 – ?                    |                          |                                     |
| Жан Исембер             | Jean Isembert                             | 11 май 1450 – 8 септември 1465      |                          | ? – 8 септември 1465                |
| Хайме Перес де Валенсия | Jaime Perez de Valencia                   | 1 октомври 1468 – 3 август 1490     |                          | 1408 – 3 август 1490                |
| Аусияс Карбонел         | Ausiás Carbonell                          | 16 април 1509 – 9 декември 1532     |                          | ? – 9 декември 1532                 |
| Енрике Рутил            | Enrique Rutil                             | 10 ноември 1525 – ?                 |                          |                                     |
| Франсиско де Хаен       | Francisco de Jaén (Ilhaen)                | 5 декември 1530 – ?                 |                          |                                     |
| Франсиско Естаня        | Francisco Estaña (Stania)                 | 16 декември 1534 – 23 юни 1549      |                          | – 23 юни 1549                       |
| Джан Антонио Фасано     | Gian Antonio Fassano (Phassarus, Fasside) | 4 юни 1544 – 10 Sep 1568            |                          | ? – 10 Sep 1568                     |
| Хуан Сегрия             | Juan Segría (Cengria)                     | 28 ноември 1547 – 23 юли 1568       | в архиепископ на Сасари  | ? – 1570                            |
| Педро Кодерос           | Pedro Coderos                             | 20 февруари 1570 – 21 остомври 1579 | в архиепископ на Отранто | ? – 1585                            |
| Марчин Шишковски        | Marcin Szyszkowski                        | 24 ноември 1603 – юни 1604          | в епископ на Луцк        | 1554 – 30 април 1630                |
| Лудовико де Тарани      | Ludovico de Taragni                       | 21 март 1612 – 7 август 1643        |                          | май 1559 – 7 август 1643            |
| Йоханес Вишемиерски     | Johannes Wyszemierski                     | 5 май 1628 – ?                      |                          | 1567 – ?                            |
| Михаел Хумер            | Michael Chumer (Chumberg)                 | 3 октомври 1639 – 30 юни 1651       |                          | 1598 – 30 юни 1651                  |
| Максим Тесие            | Maxime Tessier                            | 28 май 1951 – 8 май 1955            | в епископ на Тиминс      | 9 октомври 1906 – 19 август 1988    |
| Ото Шпюлбек             | Otto Spülbeck                             | 28 юни 1955 – 20 юни 1958           | в епископ на Майен       | 8 януари 1904 – 21 юни 1970         |
| Майкъл Уилям Хайл       | Michael William Hyle                      | 3 юли 1958 – 2 март 1960            |                          | 13 октомври 1901 – 26 декември 1967 |
| Санте Порталупи         | Sante Portalupi                           | 14 октомври 1961 – 31 март 1984     |                          | 1 Nov 1909 - 31 март 1984           |